# Tweenies
I Tweenies sono i protagonisti di un programma televisivo della BBC, a loro intitolato, adatto per i bambini in età prescolare creato da Will Brenton.
Il programma è incentrato su quattro personaggi, Bella, Milo, Fizz e Jake, in età prescolare, che giocano, cantano, ballano e imparano in un gruppo di gioco immaginario in Inghilterra. Sono accuditi da due Tweenies adulti, Max e Judy, e due cani, Doodles e Izzles quest'ultima compare dal 2001.
Il programma fu trasmesso in Inghilterra tra il 6 settembre 1999 e il 25 luglio 2002, in Italia la trasmissione è andata in onda su RaiSat Ragazzi negli anni duemila, nella Svizzera Italiana fu trasmessa su TSI 1 sempre negli anni duemila.

## Doppiaggio
| Personaggio | Doppiatore originale                              | Doppiatore italiano |
| ----------- | ------------------------------------------------- | ------------------- |
| Bella       | Sally Preisig (1999-2000) Emma Weaver (2000-2002) | Antonella Baldini   |
| Milo        | Bob Golding                                       | Marco Baroni        |
| Max         | Bob Golding                                       | Domenico Maugeri    |
| Fizz        | Colleen Daley                                     | Laura Latini        |
| Izzles      | Colleen Daley                                     | ?                   |
| Jake        | Justin Fletcher                                   | Fabrizio Mazzotta   |
| Doodles     | Justin Fletcher                                   | Mario Cordova       |
| Judy        | Sinead Rushe                                      | Antonella Rinaldi   |